# 卡尔-约翰·斯文松
卡尔-约翰·斯文松（瑞典語：Karl-Johan Svensson，1887年3月12日—1964年1月20日），瑞典男子体操运动员。他曾获得1908年夏季奥运会男子团体全能金牌和1912年夏季奥运会男子团体瑞典体操金牌。